# Protocol AT
El protocol AT (Protocol de transferència d'autenticat) és un protocol i estàndard obert per a serveis descentralitzats de xarxes socials. Està en desenvolupament per Bluesky PBC, una organització creada originalment com a grup d'investigació independent dins de Twitter per investigar la possibilitat de descentralitzar el servei.
El protocol AT té com a objectiu abordar els problemes percebuts amb altres protocols descentralitzats, com ara l'experiència de l'usuari, la interoperabilitat de la plataforma, l'escalabilitat de la xarxa i la portabilitat de les dades dels usuaris i els gràfics socials. Utilitza una arquitectura de microserveis modular i una identitat d'usuari federada i independent del servidor per permetre un moviment perfecte entre serveis de protocol, amb l'objectiu de proporcionar una experiència en línia integrada. Les plataformes poden accedir i servir qualsevol contingut d'usuari dins de la xarxa mitjançant l'obtenció de contingut format com a esquemes de dades predefinits dels fluxos de dades federats de tota la xarxa.
El Protocol AT alimenta la xarxa social Bluesky, que es va crear com a prova de concepte per al protocol, i és el servei principal en un ecosistema de plataformes i serveis construïts sobre el Protocol AT denominat ATmosphere. Bluesky Social s'ha compromès a transferir el desenvolupament del protocol a un organisme estàndard com l'Internet Engineering Task Force (IETF) en un futur proper.